# Harald Bohr
Harald August Bohr (født 22. april 1887 i København, Død 22. januar 1951 i Hellerup) var en fremtrædende dansk matematiker og professor ved Københavns Universitet. Han var også en kendt fodboldspiller.

## Uddannelse og karriere
Han blev født i København som tredje barn af Christian Bohr og Ellen Adler og var bror til fysikeren Niels Bohrog storesøsteren Jenny Bohr (1883-1933).
Harald Bohr blev student fra Gammelholms Skole 1904, mag.scient. 1909 og dr.phil. 1910 (De Dirichletske Rækkers Teori).
I 1910 tildelte Carlsbergfondet ham et stipendium til studieophold hos Edmund Landau ved Göttingen Universitet.
Han blev docent ved Københavns Universitet og blev professor i matematik ved Den polytekniske Læreanstalt 1915 og ved Københavns Universitet i 1930. Han behandlede analytisk talteori og rækketeori, blandt andet i forbindelse med primtalsteorien. Blandt dem Bohr samarbejdede med, kan nævnes G.H. Hardy. Han grundlagde 1924-27 de næstenperiodiske funktioners teori. Han var Regensprovst 1946.

## Tillidshverv
Han var medredaktør af Acta Mathematica, af Rendiconti del Circolo Matematico di Palermo, blev medlem af Det Kongelige Danske Videnskabernes Selskab 1918, af Det Finske Videnskabsakademi 1922, af Gesellschaft der Wissenschaften zu Göttingen 1925, af Bayerische Akademie der Wissenschaften 1926 og af Fysiografiska Sällskapet i Lund 1929, æresmedlem af Mathematical Society i Calcutta (nu Kolkata) 1931 og af Societé Mathématique de Belgique 1934, medlem af Akademiet for de Tekniske Videnskaber 1937, æresmedlem af Wiskundig Genootschap i Amsterdam 1938 og af London Mathematical Society 1939, Dr. honoris causa ved Universitet i Grenoble 1939, medlem af Vetenskapssocietéten i Upsala 1943, æresmedlem af Lunds matematiske Sällskap og af Matematiska Foreningen i Uppsala, medlem af American Philosophical Society 1945 og af det norske Vitenskaps-Akademi i Oslo 1948, formand for Matematisk Forening 1926-29 og fra 1935 til sin død og medlem af kontrolkomitéen for forsikringsselskabet Nye Danske af 1864 1936-44 og fra 1945.

## Fodboldspiller
Bohr var som ung en dygtig fodboldspiller. Han spillede for AB 1903-1909, opnåede fire landskampe og vandt en olympisk sølvmedalje ved 1908. Han scorede to mål i landsholdets første kamp nogensinde. Der var i OL-kvartfinalen mod Frankrigs andethold.
Han skulle have deltaget i de olympiske mellemlege 1906, men sendte afbud, idet han måtte blive hjemme for at hjælpe sin bror Niels Bohr med forberedelser til hans doktordisputats. 
Hans nevø, Ernest Bohr, Niels Bohrs yngste barn, var også olympisk deltager, da han var med det danske hockeyhold ved OL 1948.

## Kaj Munk
Efter mordet den 4. januar 1944 på Kaj Munk bragte De frie Danske udtalelser fra flere indflydelsesrige skandinaver, herunder fra Bohr.